# X Governo Constitucional de Portugal

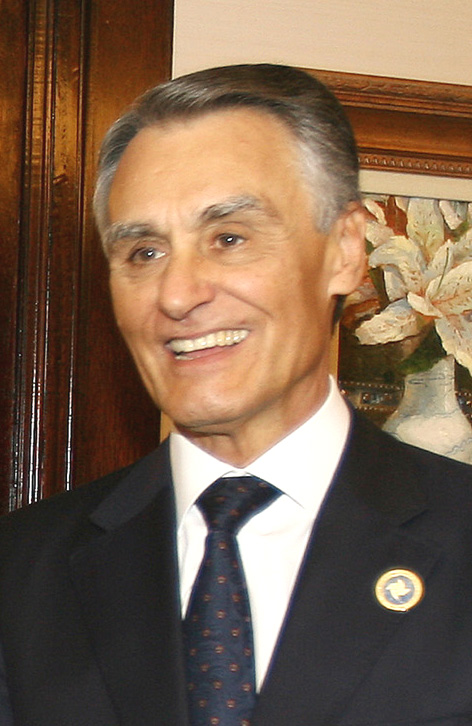
O Primeiro-Ministro Aníbal Cavaco Silva.

O X Governo Constitucional de Portugal tomou posse a 6 de novembro de 1985, sendo chefiado por Aníbal Cavaco Silva e constituído pelo Partido Social-Democrata, com base nos resultados das eleições de 6 de outubro de 1985. Terminou o seu mandato a 17 de agosto de 1987, devido à aprovação, pela Assembleia da República, de uma moção de censura.

## Composição
A sua constituição era a seguinte:
Legenda de cores
| Cargo                                                   | Detentor | Detentor                                    | Detentor | Período                                      |
| ------------------------------------------------------- | -------- | ------------------------------------------- | -------- | -------------------------------------------- |
| Primeiro-Ministro                                       |          | Aníbal Cavaco Silva (1939–)                 |          | 6 de novembro de 1985 a 17 de agosto de 1987 |
| Ministro de Estado                                      |          | Eurico de Melo (1925–2012)                  |          | 6 de novembro de 1985 a 17 de agosto de 1987 |
| Ministro-Adjunto e para os Assuntos Parlamentares       |          | Fernando Nogueira (1950–)                   |          | 6 de novembro de 1985 a 17 de agosto de 1987 |
| Ministro da Administração Interna                       |          | Eurico de Melo (1925–2012)                  |          | 6 de novembro de 1985 a 17 de agosto de 1987 |
| Ministro da Defesa Nacional                             |          | Leonardo Ribeiro de Almeida (1924–2006)     |          | 6 de novembro de 1985 a 17 de agosto de 1987 |
| Ministro dos Negócios Estrangeiros                      |          | Pedro Pires de Miranda (1928–2015)          |          | 6 de novembro de 1985 a 17 de agosto de 1987 |
| Ministro das Finanças                                   |          | Miguel Cadilhe (1944–)                      |          | 6 de novembro de 1985 a 17 de agosto de 1987 |
| Ministro da Justiça                                     |          | Mário Raposo (1929–2013)                    |          | 6 de novembro de 1985 a 17 de agosto de 1987 |
| Ministro do Plano e da Administração do Território      |          | Luís Valente de Oliveira (1937–)            |          | 6 de novembro de 1985 a 17 de agosto de 1987 |
| Ministro da Agricultura, Pescas e Alimentação           |          | Álvaro Barreto (1936–2020)                  |          | 6 de novembro de 1985 a 17 de agosto de 1987 |
| Ministro da Indústria e Comércio                        |          | Fernando Santos Martins (1930–2006)         |          | 6 de novembro de 1985 a 17 de agosto de 1987 |
| Ministro da Educação e Cultura                          |          | João de Deus Pinheiro (1945–)               |          | 6 de novembro de 1985 a 17 de agosto de 1987 |
| Ministro das Obras Públicas, Transportes e Comunicações |          | João Maria de Oliveira Martins (1934–2011)  |          | 6 de novembro de 1985 a 17 de agosto de 1987 |
| Ministra da Saúde                                       |          | Leonor Beleza (1948–)                       |          | 6 de novembro de 1985 a 17 de agosto de 1987 |
| Ministro do Trabalho e da Segurança Social              |          | Luís Mira Amaral (1945–)                    |          | 6 de novembro de 1985 a 17 de agosto de 1987 |
|                                                         |          |                                             |          |                                              |
| Ministro da República para a Região Autónoma dos Açores |          | Tomás George da Conceição Silva (1933–2021) |          | 6 de novembro de 1985 a 10 de julho de 1986  |
| Ministro da República para a Região Autónoma dos Açores |          | Vasco Rocha Vieira (1939–2025)              |          | 10 de julho de 1986 a 17 de agosto de 1987   |
| Ministro da República para a Região Autónoma da Madeira |          | Lino Miguel (1936–2022)                     |          | 6 de novembro de 1985 a 17 de agosto de 1987 |